# Andreas Geremia
Andreas Fritz Johannes Geremia (Frankfurt, 13. svibnja 1967.), poznatiji pod nadimkom Gerre, njemački je pjevač, najpoznatiji kao vokalist njemačkog thrash metal sastava Tankard.

## Životopis
Sin je oca Talijana i majke Njemice. Srednju školu završava u Frankfurtu. Godine 1982., Geremia osniva sastav Vortex u kojem svira bas-gitaru. Uskoro postaje pjevač, a bas-gitaru preuzima Frank Thorwarth. Vortex se ubrzo preimenovao u Avenger, a zatim u Tankard. Tankard je otada objavio 17 studijskih albuma.
Neko vrijeme bio je poznat i ismijavan zbog prekomjerne težine, zbog čega je neko vrijeme izostao iz javnosti. Godine 2010. vratio se sa 64 kilograma manje.
Tankard je kroz godine okupio velik broj obožavatelja, no ipak nedovoljan da članovi žive od plaća sa sastavom, zbog čega Geremia još uvijek radi kao socijalni radnik.

## Diskografija
Tankard
- Zombie Attack (1986.)
- Chemical Invasion (1987.)
- The Morning After (1988.)
- The Meaning of Life (1990.)
- Stone Cold Sober (1992.)
- Two-Faced (1994.)
- The Tankard (1995.)
- Disco Destroyer (1998.)
- Kings of Beer (2000.)
- B-Day (2002.)
- Beast of Bourbon (2004.)
- The Beauty and the Beer (2006.)
- Thirst (2008.)
- Vol(l)ume 14 (2010.)
- A Girl Called Cerveza (2012.)
- R.I.B. (2014.)
- One Foot in the Grave (2017.)